# Анри Ерман
Анри Ерман (фр. Henry Hermand) био је француски бизнисмен, медијски руководилац и политички саветник. Био је оснивач компаније Прогест, инвеститора у тржне центре у Европи, Северној Африци и подсахарској Африци, коју је продао Клепјеру 2006. године. Био је суоснивач компаније Тера Нова, тинк-тенка повезаног са Социјалистичком партијом. Такође је био и ментор председника Француске Емануела Макрона.

## Рани живот
Ерман је рођен 11. јула 1924. у Клермону, Оаза, Француска. Његов отац је био власник трговине. Одрастао је као римокатолик.
Ерман се школовао у Лисеју Жансон де Саји.[1] Придружио се француском покрету отпора током Другог светског рата. После рата, његова пријава за Политехничку школу је одбијена. Уместо тога, стекао је диплому основних студија.

## Пословна каријера
Ерман је започео каријеру као физичар у Комесаријату за атомску енергију (CEA). Био је приморан да поднесе оставку због својих политичких ставова.ref name="lemondeobit"/>
Ерман је основао Прогест, компанију за развој тржних центара. Отворио је свој први супермаркет у Блан-Менилу 1964. године. Године 1967. купио је шуму Сен Максимен од Елија де Ротшилда, и претворио је у највећи тржни парк у Пикардији до његовог отварања 1969. године. Годину дана касније, када је позвао певача Клода Франсоу да наступи и прослави његову прву годишњицу, концерту је присуствовало 10.000 људи. Ерман је потом отворио супермаркете и тржне центре у предграђима Париза, Европи (укључујући Италију, Шпанију, Чешку), Северној Африци (укључујући Мароко) и подсахарској Африци. Често је радио са Едуардом Леклером, оснивачем ланца супермаркета E.Leclerc. Године 2006. продао је Progest компанији Klépierre, REIT-у који је јавно котиран на CAC Next 20.
Ерман је 2007. године основао HH Développement, компанију за управљање некретнинама.

## Политичка каријера
Ерман се придружио Уједињеној социјалистичкој партији и зближио се са Мишелом Рокаром. Постао је антиколонијалиста и антикомуниста. Придружио се управном одбору часописа „Есприт“, политичког листа, педесетих година 20. века. Био је главни извршни директор и потпредседник листа „Ле Матин де Париз“ од 1985. до 1987. године. Био је суоснивач „Ле 1“, још једног листа, 2014. године.
Ерман је био члан Француског економског и социјалног савета од 1989. до 1994. године. Био је донатор организације „La République des Idées“, тинк-тенка који је основао историчар Пјер Розанвалон 2002. године. Такође је био суоснивач и донатор организације „Тера Нова“, тинк-тенка повезаног са Социјалистичком партијом.
Ерман је први пут упознао Емануела Макрона када је Макрон имао 25 година. Убрзо је постао Макронов ментор. Позајмио је Макрону 550.000 евра када је био инспектор финансија, што је Макрон искористио за куповину свог првог стана. Ту позајмицу, према непотврђеним изворима никада није вратио. Године 2007, био му је кум на венчању са Брижит Троњо. Године 2016, дозволио му је да користи канцеларије за акцију „En Marche!“, Макронову успешну кандидатуру за француске председничке изборе 2017. године.
Ерман је постао официр Легије части 28. јуна 1993. и командант 31. децембра 2013.

## Лични живот и смрт
Ерман је живео у Паризу и Санлису, у Оази. Написао је своје мемоаре, „Амбиција није сан“ (L’ambition n’est pas un rêve), 2010. године. Године 2016, донирао је милион евра Фондацији Жорж Цифра за куповину Колеџа Сен Фрамбур у Санлису. Његово богатство је 2016. године процењено на 220 милиона евра.
Ерман је преминуо 6. новембра 2016. у Паризу. Имао је 92 године.

## Радови
- Hermand, Henry (2010). L'ambition n'est pas un rêve. Paris: Editions du Seuil. ISBN 9782021035537. OCLC 717636637.